# Vilamòs
Vilamòs är en kommun och ort i Spanien.   Den ligger i provinsen Província de Lleida och regionen Katalonien, i den nordöstra delen av landet, 400 km nordost om huvudstaden Madrid. Vilamós ligger 1 250 meter över havet och antalet invånare är 180.
Terrängen runt Vilamós är bergig. Runt Vilamós är det glesbefolkat, med 18 invånare per kvadratkilometer. Närmaste större samhälle är Vielha, 7,5 km sydost om Vilamós. I omgivningarna runt Vilamós växer i huvudsak blandskog.